# Jerry Tuwai
Seremaia (Jerry) Tuwai Vunisa (Nasinu, 23 maart 1989) is een Fijisch rugbyspeler.

## Carrière
Tuwai won met de ploeg van Fiji tijdens de Olympische Zomerspelen 2016 de Olympische gouden medaille. Tuwai maakte drie try’s in alle drie de eliminatierondes.
Dit was de eerste maal dat er door Fiji een gouden medaille gewonnen werd. Naar aanleiding van deze primeur werd er door de premier van Fiji Frank Bainimarama een nationale feestdag uitgeroepen.
Tuwai was tijdens de spelen van Tokio de enige overgebleven lid van de gouden ploeg van Rio. Met zijn ploeggenoten prolongeerde Fiji de olympische titel. In 2024 nam hij voor een derde maal deel aan de Olympische Spelen, ditmaal verloren ze in de finale van gastland Frankrijk.

## Erelijst

### Met Fiji
- Olympische Zomerspelen:  2016
- Gemenebestspelen:  2018
- Wereldkampioenschap: 4e 2018
- Olympische Zomerspelen:  2021